# Paulina Morán
 (juillet 2021).
L'article doit être relu — et modifié si nécessaire — par des contributeurs indépendants pour apporter un regard critique aux contributions effectuées en violation des conditions d'utilisation de Wikipédia, tant sur la forme (notamment concernant le style encyclopédique, la proportionnalité) que sur le fond (la neutralité de point de vue, la qualité et l'indépendance des sources).
Paulina Morán est une architecte d'intérieur et designer mexicaine.
Issue d'une formation en design à l'Université ibéro-américaine, Paulina Morán a commencé à exercer en Europe.
De retour au Mexique, elle lance son propre studio à Cancún, où elle intervient en particulier sur des projets de décoration et d'architecture intérieure concernant des lieux d'hospitalité en Amérique latine.
Deux de ses réalisations au Mexique, l'hôtel Chablé - Yucatan Peninsula, et le restaurant Ixi'im, ont reçu respectivement en 2017,,,,, et en 2018, le Prix Versailles.